# Малая поясничная мышца
Малая поясничная мышца (лат. Musculus psoas minor) — мышца внутренней группы мышц таза.
Непостоянная, тонкая, веретенообразная. Располагается на передней поверхности большой поясничной мышцы. Начинается от боковой поверхности тел XII грудного и I поясничного позвонков и, направляясь вниз, переходит своим сухожилием в подвздошную фасцию, прикрепляясь вместе с ней к гребню лобковой кости и подвздошно-лобковому сочленению. Иногда отсутствует. 

## Функция
Натягивает подвздошную фасцию, паховую связку и участвует в сгибании позвоночного столба.Поддерживает лордоз (прогиб) позвоночника в поясничном отделе.